# Rully (Saona i Loira)
Rully és un municipi francès situat al departament de Saona i Loira i a la regió de Borgonya - Franc Comtat. L'any 2009 tenia 1.594 habitants.

## Història
| Data d'elecció                           | Identitat             | Partit | Qualitat |
| ---------------------------------------- | --------------------- | ------ | -------- |
| 1981-1995                                | Jean-François Delorme |        |          |
| 1995-2008                                | Gerard Vitteaut       |        |          |
| 2008-                                    | François Lotteau      | EELV   |          |
| les dades anteriors no són pas conegudes |                       |        |          |
|                                          |                       |        |          |

## Demografia
| A partir de 1990: Població sense dobles comptes |